# 海萊烏市鎮
海萊烏市鎮（丹麥語：Herlev Kommune）是丹麥的一個市鎮，位於西蘭島東北部，位於哥本哈根西北，屬首都大区。面積12.04平方公里，2009年人口26,635人。行政中心为海萊烏。